# Tente Sánchez
José Vicente Sánchez Felip ou Tente (Barcelona, 8 de outubro de 1956) é um ex-futebolista espanhol.

## Carreira
Tente Sanchez ele fez parte do elenco da Seleção Espanhola de Futebol da Copa do Mundo de 1982 e das Olimpíadas de 1976.